# Gare de Matsuo-taisha
La gare de Matsuo-taisha (松尾大社駅, Matsuo-taisha-eki) est une gare ferroviaire située dans l'arrondissement de Nishikyō de la ville de Kyoto au Japon, située sur la ligne Hankyu Arashiyama. La gare est exploitée par la compagnie Hankyu Dentetsu et se trouve près du sanctuaire shinto Matsuo-taisha, dont elle tire son nom.

## Situation ferroviaire
La gare de Matsuo-taisha est située au point kilométrique (PK) 2,8 de la ligne Hankyu Arashiyama. Elle se trouve au numéro 49 du quartier Arashiyama Miyanomae-chō (嵐山宮ノ前町) de l'arrondissement de Nishikyō.

## Histoire

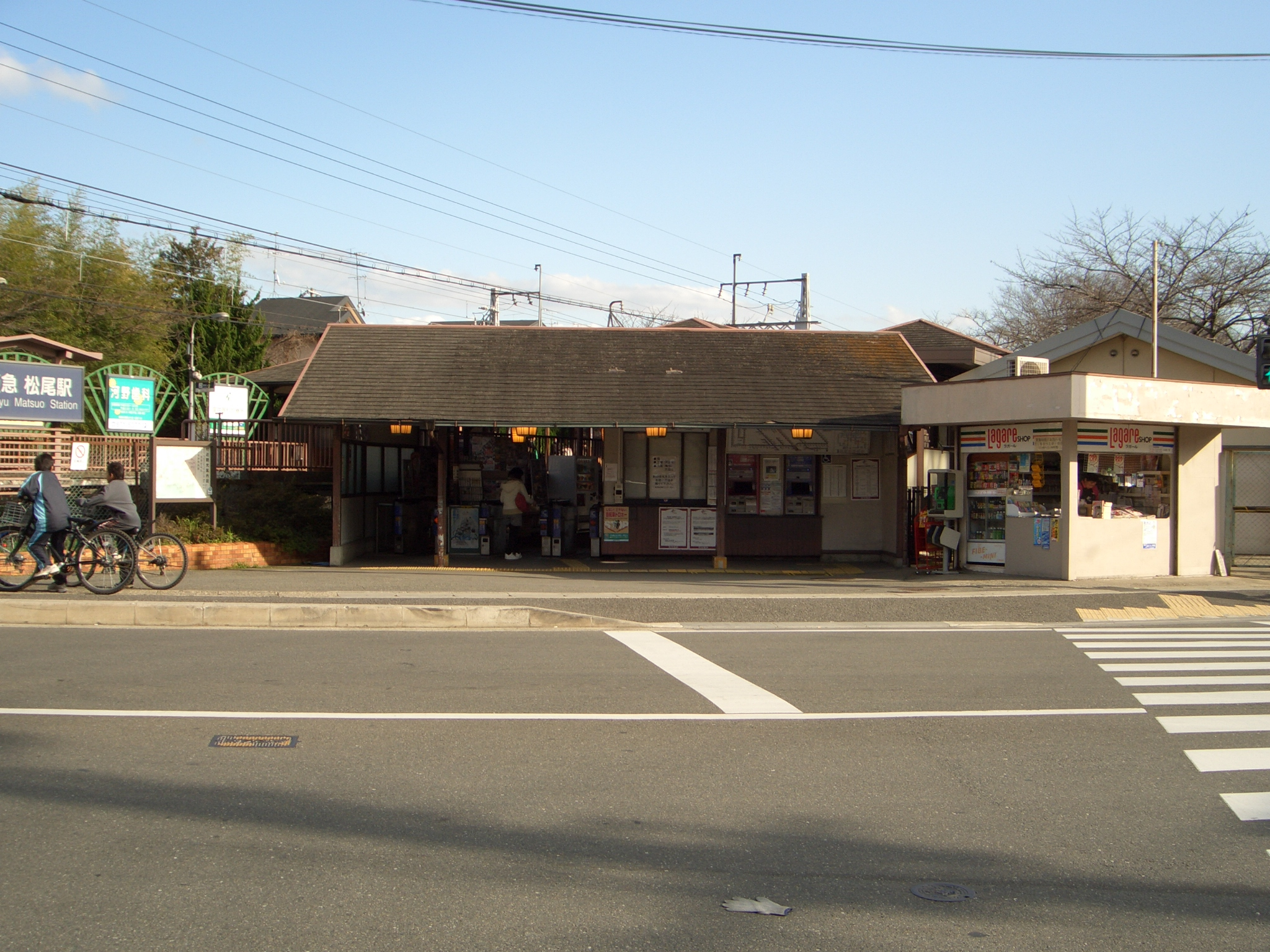
Le bâtiment voyageurs de l'entrée ouest en 2009.

La gare de Matsuo-taisha est ouverte le 9 novembre 1928 par Shinkeihan Tetsudō (ja) en même temps que la nouvelle ligne Arashiyama,. Elle se trouve alors dans le village de Matsuo (松尾村) et porte le nom de « gare de Matsuo-jinja-mae » (松尾神社前駅),. Le 15 septembre 1930, dû à une fusion-acquisition, Shinkeihan est absorbée par la Keihan Electric Railway et la gare de Matsuo est désormais gérée par Keihan. Le 1er octobre 1943, après une nouvelle fusion-acquisition, la gare est désormais gérée par la Keihanshin Kyūkō Tetsudō (京阪神急行電鉄), qui deviendra Hankyu Dentetsu en 1973. Pour contribuer à l'effort de guerre, le 9 janvier 1944, la ligne Arashiyama est reconvertie en ligne à voie unique et la deuxième voie est ferraillée. Le 1er janvier 1948, la gare est renommée en « gare de Matsuo » (松尾駅),.
Le 13 mars 1950, la double voie est restaurée et un évitement est installé à la gare de Matsuo. Un distributeur automatique de billets est installé dans la gare le 28 novembre 1979. La gare de Matsuo était alors la dernière gare de Hankyu à encore pratiquer la billettique manuelle. Le 21 décembre 2013, pour faciliter le repérage des lieux d'intérêts près de ses gares, Hankyu procède au renommage de quatre gares, incluant celle de Matsuo, qui devient alors la « gare de Matsuo-taisha » (松尾大社駅), en référence au sanctuaire shinto tout près. Le même jour, un système de numérotage des stations de la ligne Arashiyama est introduit et le code « HK 97 » y est assigné. Le 25 mars 2017, des portiques sont aménagés sur le quai est en direction de Katsura et des rampes accessibles sont installées.

## Service des voyageurs

### Accueil

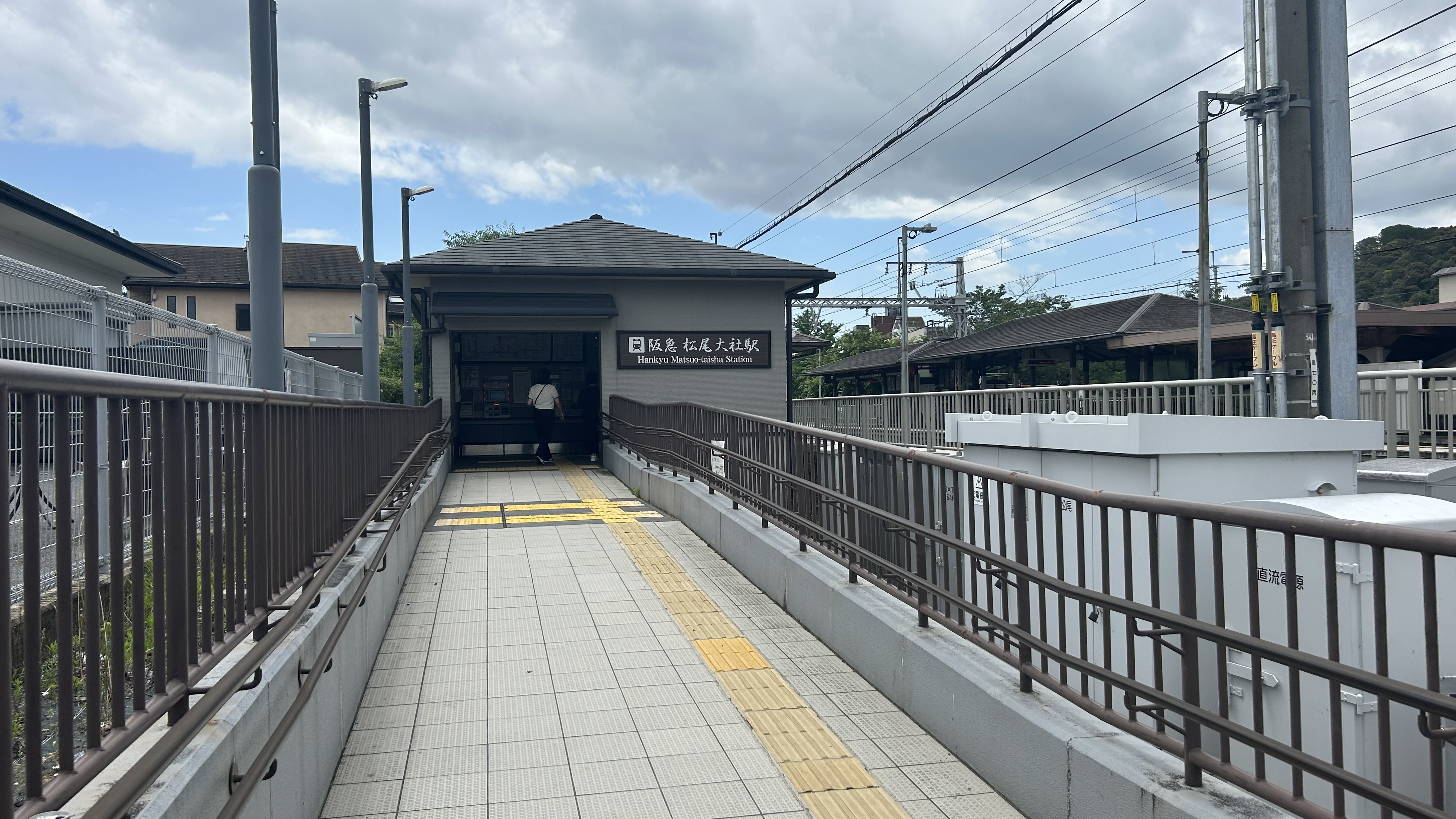
Le bâtiment est.

La gare dispose de deux quais, disposés à l'est et à l'ouest des deux voies. Le bâtiment voyageurs ouest, adossé au quai en direction de la gare d'Arashiyama, au coin sud-est du carrefour « Matsuo-taisha » (松尾大社), était le seul bâtiment de la gare et son seul accès jusqu'en 2017,. Depuis 2017, un bâtiment voyageurs existe aussi du côté est, au sud-ouest du pont Matsuo (ja) franchissant la rivière Katsura, et permis l'accès au quai en direction de la gare de Katsura. Un passage souterrain relie les deux quais.
Les toilettes et le défibrillateur sont seulement dans le bâtiment ouest, mais des distributeurs de billets de train, des salles d'attente et des rampes accessibles existent dans les deux bâtiments voyageurs.

### Desserte
La gare comprend deux quais de part et d'autre des voies, dont les deux voies sont disposées de la façon suivante :
- Ligne Hankyu Arashiyama
  - Quai 1
    - voie 1 : direction Arashiyama

  - Quai 2
    - voie 2 : direction Katsura, Kyoto, Osaka, Kobe et Takarazuka

### Gares adjacentes
| «            |  | Service                 |  | »          |
| ------------ |  | ----------------------- |  | ---------- |
| Kami-Katsura |  | Ligne Hankyu Arashiyama |  | Arashiyama |

### Intermodalité
Les autobus du réseau d'autobus de Kyoto (ja) desservent la gare, à l'arrêt « Matsuo-taisha-mae » (松尾大社前), par les lignes 28 et 29. Sur la rive est de la Katsura, en traversant le pont Matsuo, se trouve aussi l'arrêt « Pont Matsuo » (松尾橋), desservi par les lignes 3, 28, 29, 67, 71 et Spécial 71.
L'arrêt le plus proche de la société privée Kyoto Bus (ja) est aussi à « Matsuo-taisha-mae », desservi par les lignes 63, 73 et 83.

## Dans les environs
Les lieux d'intérêts les plus proches sont l'éponyme sanctuaire Matsunoo-taisha, les temples bouddhistes Yakushizen-ji (薬師禅寺) et Myōshu-ji (妙珠寺), le sanctuaire Tsukiyomi-jinja (ja) (月読神社), le pont Matsuo et la rivière Katsura, ainsi que le sanctuaire Umenomiya-taisha.